# Serempah
Serempah is een bestuurslaag in het regentschap Aceh Tengah van de provincie Atjeh, Indonesië. Serempah telt 231 inwoners (volkstelling 2010).